# Liste der Kulturdenkmäler in Odersbach
Die folgende Liste enthält die in der Denkmaltopographie ausgewiesenen Kulturdenkmäler auf dem Gebiet des Ortsteils Odersbach der  Stadt Weilburg, Landkreis Limburg-Weilburg, Hessen.
Hinweis: Die Reihenfolge der Denkmäler in dieser Liste orientiert sich an der Anschrift, alternativ ist sie auch nach der Bezeichnung, der vom Landesamt für Denkmalpflege vergebenen Nummer oder der Bauzeit sortierbar.
Kulturdenkmäler werden fortlaufend im Denkmalverzeichnis des Landes Hessen durch das Landesamt für Denkmalpflege Hessen auf Basis des Hessischen Denkmalschutzgesetzes (HDSchG) geführt. Die Schutzwürdigkeit eines Kulturdenkmals hängt nicht von der Eintragung in das Denkmalverzeichnis des Landes Hessen oder der Veröffentlichung in der Denkmaltopographie ab.

| Bild                        | Bezeichnung                                | Lage                                                 | Beschreibung                      | Bauzeit       | Objekt-Nr. |
| --------------------------- | ------------------------------------------ | ---------------------------------------------------- | --------------------------------- | ------------- | ---------- |
| Bild gesucht BW             |                                            | Runkeler Straße 17/19 LageFlur: 1, Flurstück: 14, 15 |                                   | 1525 bis 1575 | 52522 DDB  |
| weitere Bilder              | Ehemaliges Rathaus und Feuerwehrgerätehaus | Runkeler Straße 5 LageFlur: 1, Flurstück: 4          |                                   | 1938          | 52521 DDB  |
| Ehemalige Grube 'Erhaltung' | Ehemalige Grube 'Erhaltung'                | LageFlur: 26, Flurstück: 23/2                        | Maschinenhaus und Terrassenmauern |               | 52524 DDB  |

## Ehemalige Kulturdenkmäler
| Bild           | Bezeichnung | Lage                                              | Beschreibung | Bauzeit       | Objekt-Nr. |
| -------------- | ----------- | ------------------------------------------------- | ------------ | ------------- | ---------- |
| weitere Bilder |             | Weilburger Straße 4 LageFlur: 2, Flurstück: 167/1 | Abgerissen   | 1725 bis 1775 | 52523 DDB  |